# Emilia Mary Lennox
Emilia Mary Lennox, född 6 oktober 1731, död 27 mars 1814, var en brittisk adelsdam. Hon var genom äktenskap hertiginna av Leinster, grevinna av Kildare och markisinna av Kildare. Hon var den andra av de berömda systrarna Lennox och barnbarnsbarn till kung Karl II. 

## Biografi
Emilia Mary Lennox var dotter till Charles Lennox, 2:e hertig av Richmond och Sarah Cadogan, och därmed barnbarnsbarn till Karl II och Louise de Kérouaille, hertiginna av Portsmouth. Hon gifte sig 1747 med en medlem av det irländska pärskapet, James FitzGerald, 1:e hertig av Leinster. Under sitt äktenskap fick hon nitton barn; det yngsta var biologiskt sett son till hennes älskare, William Ogilvie. 
Efter sin makes död 1773 väckte hon sensation och skandal genom att gifta sig med sin nio år yngre älskare William Ogilvie. Han var hennes äldre sons privatlärare och de hade i flera år hade haft ett förhållande: hennes yngsta son var även Ogilivies son, även om han juridiskt sett erkänts av hennes make. Paret fick ytterligare tre barn tillsammans. Även efter sitt andra äktenskap titulerades hon dock änkehertiginna snarare än Mrs Ogilvie. Hon hade fått ett ovanligt stort arv efter sin make och paret förde ett luxuöst sällskapsliv.   
Hon var en av de fem berömda systrarna Lennox, som har porträtterats inom fiktion. Systrarna hade dock även fler syskon. 

## Populärkultur
Systrarna Lennox har porträtterats i bland annat en bok av Stella Tillyard, som också blev en TV-serie, Aristokrater (1999).